# Dendrocincla anabatina
A Dendrocincla anabatina a madarak (Aves) osztályának verébalakúak (Passeriformes) rendjébe, valamint a fazekasmadár-félék (Furnariidae) családjába és a fahágóformák (Dendrocolaptinae) alcsaládjába tartozó faj.

## Rendszerezése
A fajt Philip Lutley Sclater angol ügyvéd és zoológus írta le 1859-ben.

## Alfajai
- Dendrocincla anabatina anabatina P. L. Sclater, 1859
- Dendrocincla anabatina typhla Oberholser, 1904[2]

## Előfordulása
Mexikó déli részén, valamint Belize, Costa Rica, Guatemala, Honduras, Nicaragua és Panama területén honos. Természetes élőhelyei a szubtrópusi és trópusi  síkvidéki esőerdők.

## Megjelenése
Testhossza 19 centiméter, testtömege 29-42 gramm.

## Életmódja
Nagyrészt rovarevő, de kisebb gerinceseket és növényi anyagokat is fogyaszt.

## Természetvédelmi helyzete
Az elterjedési területe rendkívül nagy, egyedszáma stabil. A Természetvédelmi Világszövetség Vörös listáján nem fenyegetett fajként szerepel.